# 朱长凯
朱长凯（1904年—1934年3月1日），遼寧省遼中縣人，中华民国空军将领。
早年毕业于东三省航空学校第二期、中央航空學校高級班畢業，后奉派赴法國高級航校深造。歷任東北航空處隊員、航空大隊大隊附、第四隊隊長、戰訓班班長。东北易帜后，任航空署署員、空軍偵察第一隊隊附等職，升至上尉，曾经参加第五次围剿战争。1934年，参加四马拒孙之役，在轰炸孙殿英部时，因飞行过低被击落阵亡。